# Distretto di Kangal
Il distretto di Kangal (in turco Kangal ilçesi) è uno dei distretti della provincia di Sivas, in Turchia.